# Bořeň
Le Bořeň (allemand : Borschen) est un sommet de 539 m d'altitude situé au sud de Bílina, sur les hauts-plateaux de Bohême centrale, dans le Nord de la Bohême. Il constitue un haut lieu des sports de montagne.

## Géographie

### Situation, topographie
Le Bořeň a la forme d'un lion couché, d'où le surnom de « lion de Bilin » (allemand : Biliner Löwe). La montagne est considérée comme le plus grand monolithe d'Europe centrale avec des parois rocheuses abruptes, jusqu'à 100 m de haut, en phonolite. 
Au pied de la montagne coule la Bílina.
Elle est longée par la route européenne 442 et la ligne ferroviaire Ústí nad Labem-Chomutov (de)
Au nord se trouve la ville de Bílina avec sa station thermale et son eau minérale. Au sud se trouvent les petites villes de Hrobčice, Chouč. 

### Flore

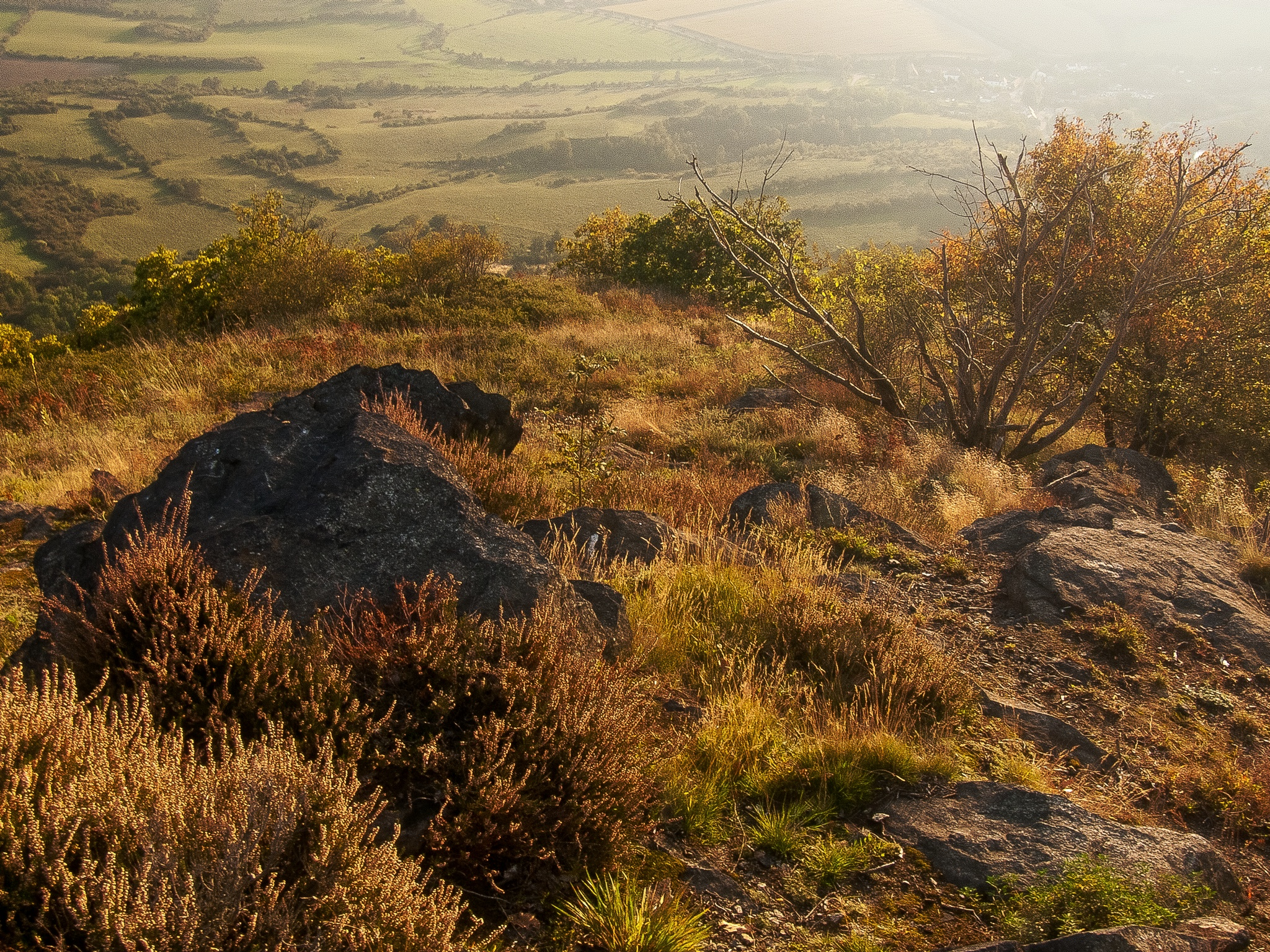
Végétation au Bořeň.

- Aster des Alpes
- Pulsatille des prés
- Primevère officinale
- Bois-joli

## Histoire
Johann Wolfgang von Goethe a visité le Bořeň dans le cadre de ses études volcanologiques et l'a dessiné à plusieurs reprises. Les dépôts de lignite environnants ont renforcé son interprétation pseudo-volcanique des environs. Cependant, Goethe ne s'est pas explicitement prononcé sur la formation du Bořeň lui-même, comme il l'a fait plus tard pour d'autres volcans de Bohême (par exemple pour le Komorní hůrka (de) et le Vlčí hora (Černošín) (de)).

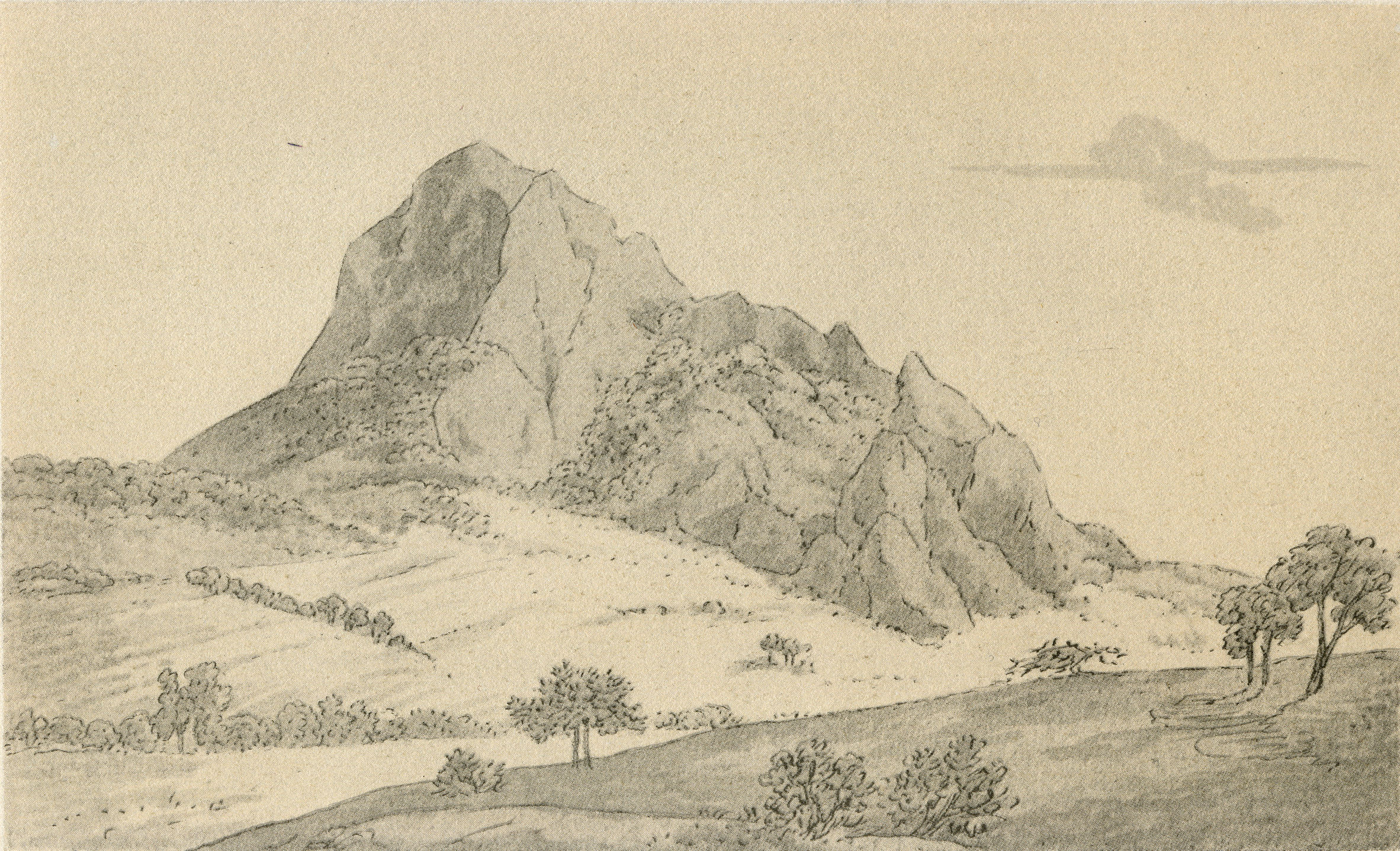
Le Bořeň dessiné par Goethe en 1810.
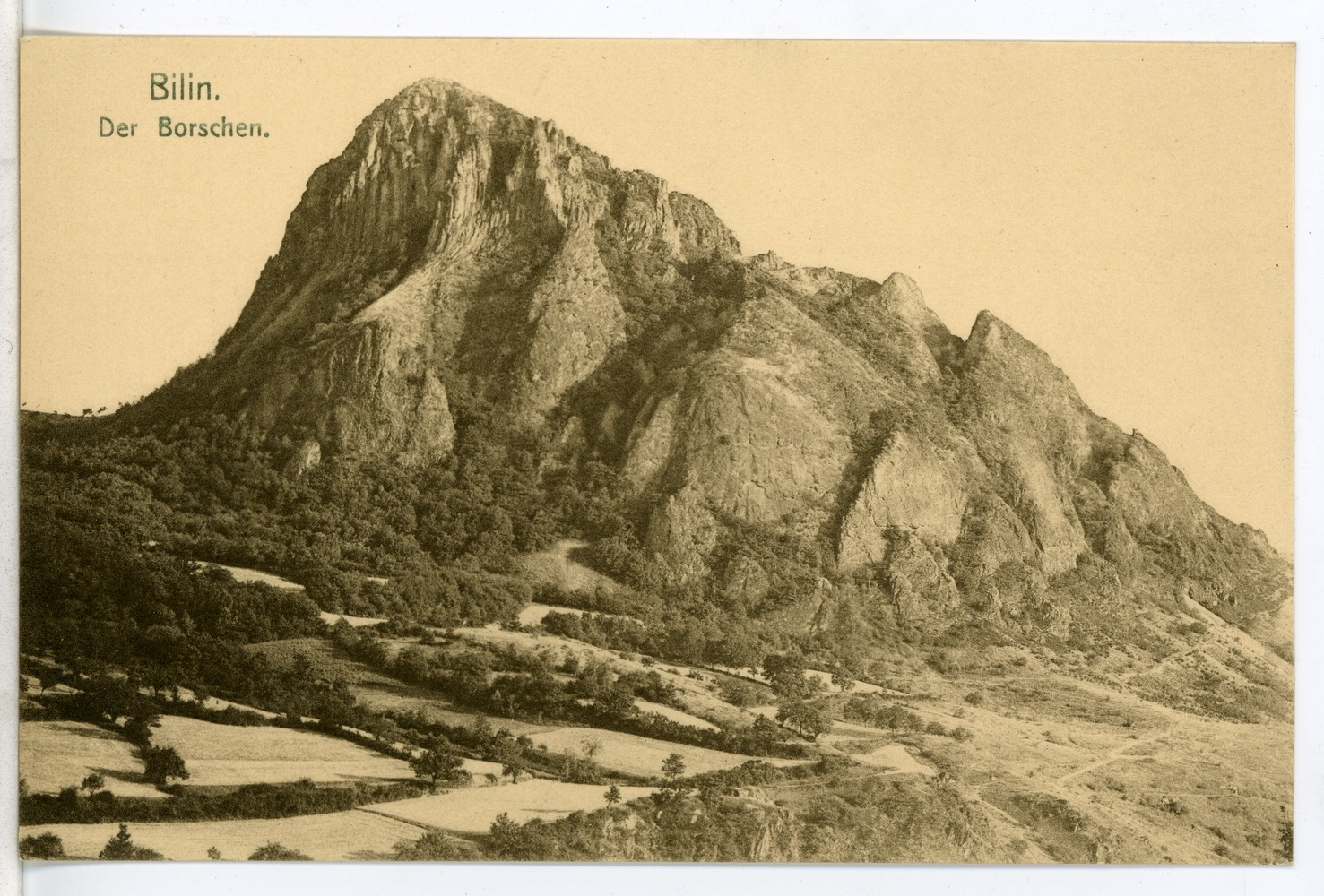
En 1907.
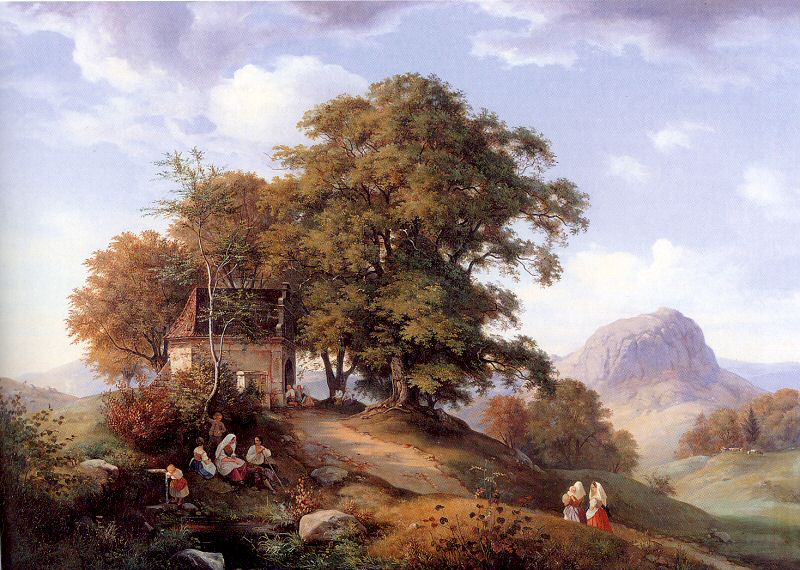
Tableau d'Ernst Ferdinand Oehme avec le  Bořeň en arrière-plan.
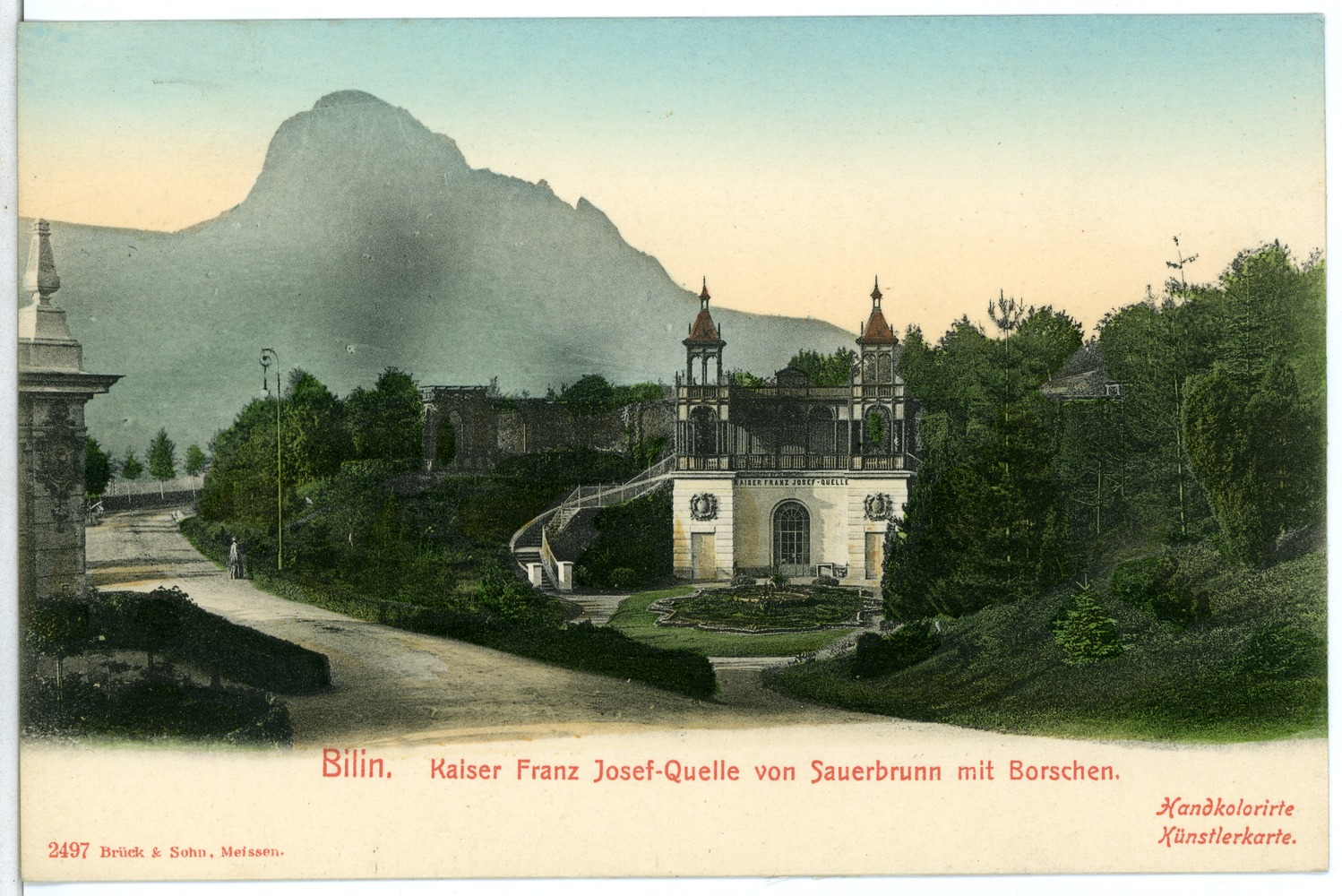
Le Bořeň en arrière-plan avec la source de l'eau de Bilin.

## Activités

### Tourisme
Sur les pentes de la montagne se trouve Chata pod Bořeňem, une auberge de montagne.

### Escalade

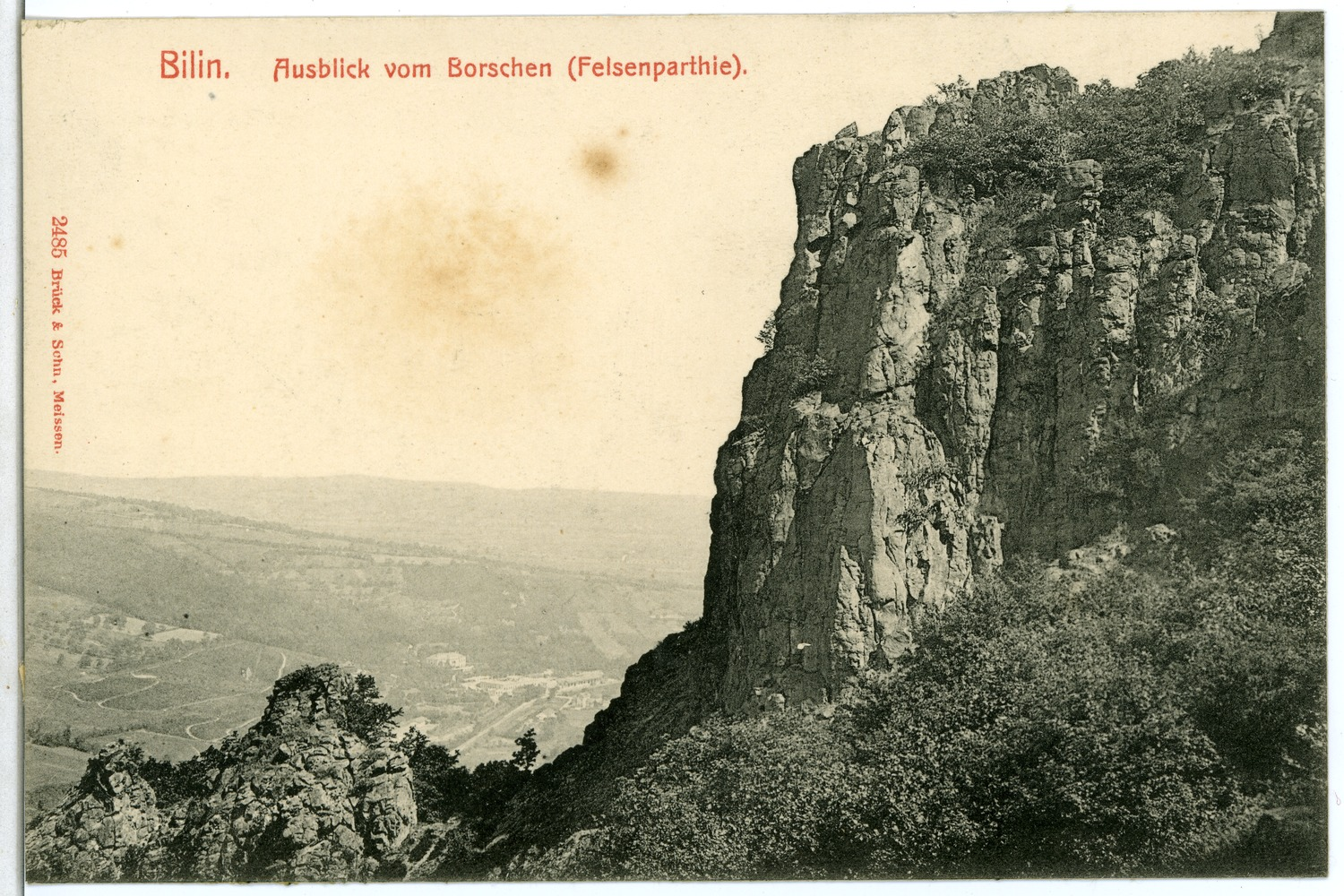
Vue d'une paroi.

L'escalade sur le Bořeň a commencé au début du XXe siècle par les membres du Club alpin allemand et autrichien DuÖAV, section Saaz (aujourd'hui Žatec). Actuellement, il existe environ 400 voies d'escalade de tous niveaux de difficulté sur le Bořeň. L'escalade se fait à la fois sur les hautes parois massives et sur certains pitons. Le Bořeň est considéré comme le plus important site d'escalade non-gréseux de la République tchèque. 

### Protection environnementale
Depuis 1977, 23,4 hectares de la montagne sont protégés en tant que réserve naturelle nationale.